# Сражение при Хонарионе
Сражение при Хонарионе или Сражение в долине Келларион — одно из сражений во время арабо-византийских войн, произошедшее летом 860 года.

Восточная часть Византийской империи в середине 9 века

После обмена пленными в начале мая 860 года, в силу каких-то неизвестных причин, мир между арабами и византийцами был нарушен, и император Михаил III выступил против арабов. На какое-то время его отвлекло нападение викингов-русов на Константинополь, которые были отражены от стен столицы, и Михаил возвратился к оставленному войску, состоявшему из сорока тысяч человек, в состав которых входили войска Фракисийской, Македонской и других фем. Ромеи, пройдя по северной части Малой Азии, заняли крепость Дазимон, современный Токат, и расположились лагерем в плодородной, обильной травою долине Келларион.
Против них двинулся мелитинский эмир Омар-ибн-Абдаллах-ал-Акта с тридцатью тысячами войска, который, вместо того чтобы идти по обыкновенной дороге на Зелису (Зела), расположенную на запад от Дазимона, откуда его ждали византийцы, совершил фланговый маневр и свернул в сторону к Хонариону, который находился, очевидно, вблизи византийского лагеря. Здесь произошло сражение. Ромеи были разбиты и бежали. 
Проскакав шесть миль, Михаил и остатки его конницы укрылись на недоступной скале Анзес, где их и осадил эмир. Положение византийцев было критическим, и они думали попытаться прорваться, но арабы из-за недостатка воды и корма для лошадей отступили от Анзеса и расположились в долине Дора. Император, пользуясь этим обстоятельством, поспешно бежал с Анзеса.
Арабы вернулись из этого летнего похода с семью тысячами пленных.